# Atlantic Hotel Sail City
L'Atlantic Hotel Sail City è un grattacielo adibito prevalentemente all'uso di hotel di Bremerhaven, in Germania.

## Caratteristiche
Costruito tra il 2006 e il 2008, l'edificio è alto 147 metri e presenta 23 piani. L'hotel, che è provvisto di 120 camere, un ristorante e una sala riunioni, occupa i primi nove piani della struttura. I piani dal 9 al 17 sono affittati periodicamente a varie aziende, mentre i piani 18-20-21-22-23 sono piani riservati al personale che ristruttura l'edificio. Al piano 19 è presente inoltre una grande terrazza panoramica.
L'edificio è il secondo più alto del Land e il diciottesimo più alto della Germania.